# Parotocinclus planicauda
Parotocinclus planicauda är en fiskart som beskrevs av Julio C. Garavello och Heraldo A. Britski 2003. Parotocinclus planicauda ingår i släktet Parotocinclus och familjen Loricariidae. Inga underarter finns listade i Catalogue of Life.